# 南里奥布朗库
南里奥布朗库是巴西巴拉那州的一个市镇。总面积814.361平方公里，总人口32815人，人口密度40.3人/平方公里。